# Pteraster gibber
Pteraster gibber är en sjöstjärneart som först beskrevs av Percy Sladen 1882.  Pteraster gibber ingår i släktet Pteraster och familjen knubbsjöstjärnor. Inga underarter finns listade i Catalogue of Life.